# Gustaaf Nietvelt
Gustaaf Nietvelt, scritto anche Gustav Nietvelt (Anversa, 30 novembre 1897 – Anversa, 15 novembre 1961), è stato un compositore di scacchi belga.
Nel 1926 costituì l'Associazione problemistica belga, e l'anno successivo fondò la rivista De Problemist, che fu poi incorporata nella rivista Het Schaakleven. Compose oltre 300 problemi, per la quasi totalità di matto in due mosse, molti dei quali premiati.
Il "tema Nietvelt", una difesa tematica, prende il suo nome:  «un pezzo nero si autoinchioda come difesa preparatoria, in previsione della schiodatura seguente alla minaccia.»
Due suoi problemi:
|   | a | b | c | d | e | f | g | h |   |
| 8 | b8 alfiere del bianco · f8 re del bianco · d7 pedone del nero · f7 pedone del nero · g7 cavallo del bianco · h7 cavallo del bianco · a6 cavallo del nero · g6 torre del nero · c5 torre del bianco · g5 pedone del nero · a4 donna del bianco · b4 alfiere del nero · g4 re del nero · b3 pedone del nero · f3 torre del bianco · g3 pedone del bianco · c2 alfiere del nero · f2 pedone del bianco · g2 pedone del bianco | b8 alfiere del bianco · f8 re del bianco · d7 pedone del nero · f7 pedone del nero · g7 cavallo del bianco · h7 cavallo del bianco · a6 cavallo del nero · g6 torre del nero · c5 torre del bianco · g5 pedone del nero · a4 donna del bianco · b4 alfiere del nero · g4 re del nero · b3 pedone del nero · f3 torre del bianco · g3 pedone del bianco · c2 alfiere del nero · f2 pedone del bianco · g2 pedone del bianco | b8 alfiere del bianco · f8 re del bianco · d7 pedone del nero · f7 pedone del nero · g7 cavallo del bianco · h7 cavallo del bianco · a6 cavallo del nero · g6 torre del nero · c5 torre del bianco · g5 pedone del nero · a4 donna del bianco · b4 alfiere del nero · g4 re del nero · b3 pedone del nero · f3 torre del bianco · g3 pedone del bianco · c2 alfiere del nero · f2 pedone del bianco · g2 pedone del bianco | b8 alfiere del bianco · f8 re del bianco · d7 pedone del nero · f7 pedone del nero · g7 cavallo del bianco · h7 cavallo del bianco · a6 cavallo del nero · g6 torre del nero · c5 torre del bianco · g5 pedone del nero · a4 donna del bianco · b4 alfiere del nero · g4 re del nero · b3 pedone del nero · f3 torre del bianco · g3 pedone del bianco · c2 alfiere del nero · f2 pedone del bianco · g2 pedone del bianco | b8 alfiere del bianco · f8 re del bianco · d7 pedone del nero · f7 pedone del nero · g7 cavallo del bianco · h7 cavallo del bianco · a6 cavallo del nero · g6 torre del nero · c5 torre del bianco · g5 pedone del nero · a4 donna del bianco · b4 alfiere del nero · g4 re del nero · b3 pedone del nero · f3 torre del bianco · g3 pedone del bianco · c2 alfiere del nero · f2 pedone del bianco · g2 pedone del bianco | b8 alfiere del bianco · f8 re del bianco · d7 pedone del nero · f7 pedone del nero · g7 cavallo del bianco · h7 cavallo del bianco · a6 cavallo del nero · g6 torre del nero · c5 torre del bianco · g5 pedone del nero · a4 donna del bianco · b4 alfiere del nero · g4 re del nero · b3 pedone del nero · f3 torre del bianco · g3 pedone del bianco · c2 alfiere del nero · f2 pedone del bianco · g2 pedone del bianco | b8 alfiere del bianco · f8 re del bianco · d7 pedone del nero · f7 pedone del nero · g7 cavallo del bianco · h7 cavallo del bianco · a6 cavallo del nero · g6 torre del nero · c5 torre del bianco · g5 pedone del nero · a4 donna del bianco · b4 alfiere del nero · g4 re del nero · b3 pedone del nero · f3 torre del bianco · g3 pedone del bianco · c2 alfiere del nero · f2 pedone del bianco · g2 pedone del bianco | b8 alfiere del bianco · f8 re del bianco · d7 pedone del nero · f7 pedone del nero · g7 cavallo del bianco · h7 cavallo del bianco · a6 cavallo del nero · g6 torre del nero · c5 torre del bianco · g5 pedone del nero · a4 donna del bianco · b4 alfiere del nero · g4 re del nero · b3 pedone del nero · f3 torre del bianco · g3 pedone del bianco · c2 alfiere del nero · f2 pedone del bianco · g2 pedone del bianco | 8 |
| 7 | b8 alfiere del bianco · f8 re del bianco · d7 pedone del nero · f7 pedone del nero · g7 cavallo del bianco · h7 cavallo del bianco · a6 cavallo del nero · g6 torre del nero · c5 torre del bianco · g5 pedone del nero · a4 donna del bianco · b4 alfiere del nero · g4 re del nero · b3 pedone del nero · f3 torre del bianco · g3 pedone del bianco · c2 alfiere del nero · f2 pedone del bianco · g2 pedone del bianco | b8 alfiere del bianco · f8 re del bianco · d7 pedone del nero · f7 pedone del nero · g7 cavallo del bianco · h7 cavallo del bianco · a6 cavallo del nero · g6 torre del nero · c5 torre del bianco · g5 pedone del nero · a4 donna del bianco · b4 alfiere del nero · g4 re del nero · b3 pedone del nero · f3 torre del bianco · g3 pedone del bianco · c2 alfiere del nero · f2 pedone del bianco · g2 pedone del bianco | b8 alfiere del bianco · f8 re del bianco · d7 pedone del nero · f7 pedone del nero · g7 cavallo del bianco · h7 cavallo del bianco · a6 cavallo del nero · g6 torre del nero · c5 torre del bianco · g5 pedone del nero · a4 donna del bianco · b4 alfiere del nero · g4 re del nero · b3 pedone del nero · f3 torre del bianco · g3 pedone del bianco · c2 alfiere del nero · f2 pedone del bianco · g2 pedone del bianco | b8 alfiere del bianco · f8 re del bianco · d7 pedone del nero · f7 pedone del nero · g7 cavallo del bianco · h7 cavallo del bianco · a6 cavallo del nero · g6 torre del nero · c5 torre del bianco · g5 pedone del nero · a4 donna del bianco · b4 alfiere del nero · g4 re del nero · b3 pedone del nero · f3 torre del bianco · g3 pedone del bianco · c2 alfiere del nero · f2 pedone del bianco · g2 pedone del bianco | b8 alfiere del bianco · f8 re del bianco · d7 pedone del nero · f7 pedone del nero · g7 cavallo del bianco · h7 cavallo del bianco · a6 cavallo del nero · g6 torre del nero · c5 torre del bianco · g5 pedone del nero · a4 donna del bianco · b4 alfiere del nero · g4 re del nero · b3 pedone del nero · f3 torre del bianco · g3 pedone del bianco · c2 alfiere del nero · f2 pedone del bianco · g2 pedone del bianco | b8 alfiere del bianco · f8 re del bianco · d7 pedone del nero · f7 pedone del nero · g7 cavallo del bianco · h7 cavallo del bianco · a6 cavallo del nero · g6 torre del nero · c5 torre del bianco · g5 pedone del nero · a4 donna del bianco · b4 alfiere del nero · g4 re del nero · b3 pedone del nero · f3 torre del bianco · g3 pedone del bianco · c2 alfiere del nero · f2 pedone del bianco · g2 pedone del bianco | b8 alfiere del bianco · f8 re del bianco · d7 pedone del nero · f7 pedone del nero · g7 cavallo del bianco · h7 cavallo del bianco · a6 cavallo del nero · g6 torre del nero · c5 torre del bianco · g5 pedone del nero · a4 donna del bianco · b4 alfiere del nero · g4 re del nero · b3 pedone del nero · f3 torre del bianco · g3 pedone del bianco · c2 alfiere del nero · f2 pedone del bianco · g2 pedone del bianco | b8 alfiere del bianco · f8 re del bianco · d7 pedone del nero · f7 pedone del nero · g7 cavallo del bianco · h7 cavallo del bianco · a6 cavallo del nero · g6 torre del nero · c5 torre del bianco · g5 pedone del nero · a4 donna del bianco · b4 alfiere del nero · g4 re del nero · b3 pedone del nero · f3 torre del bianco · g3 pedone del bianco · c2 alfiere del nero · f2 pedone del bianco · g2 pedone del bianco | 7 |
| 6 | b8 alfiere del bianco · f8 re del bianco · d7 pedone del nero · f7 pedone del nero · g7 cavallo del bianco · h7 cavallo del bianco · a6 cavallo del nero · g6 torre del nero · c5 torre del bianco · g5 pedone del nero · a4 donna del bianco · b4 alfiere del nero · g4 re del nero · b3 pedone del nero · f3 torre del bianco · g3 pedone del bianco · c2 alfiere del nero · f2 pedone del bianco · g2 pedone del bianco | b8 alfiere del bianco · f8 re del bianco · d7 pedone del nero · f7 pedone del nero · g7 cavallo del bianco · h7 cavallo del bianco · a6 cavallo del nero · g6 torre del nero · c5 torre del bianco · g5 pedone del nero · a4 donna del bianco · b4 alfiere del nero · g4 re del nero · b3 pedone del nero · f3 torre del bianco · g3 pedone del bianco · c2 alfiere del nero · f2 pedone del bianco · g2 pedone del bianco | b8 alfiere del bianco · f8 re del bianco · d7 pedone del nero · f7 pedone del nero · g7 cavallo del bianco · h7 cavallo del bianco · a6 cavallo del nero · g6 torre del nero · c5 torre del bianco · g5 pedone del nero · a4 donna del bianco · b4 alfiere del nero · g4 re del nero · b3 pedone del nero · f3 torre del bianco · g3 pedone del bianco · c2 alfiere del nero · f2 pedone del bianco · g2 pedone del bianco | b8 alfiere del bianco · f8 re del bianco · d7 pedone del nero · f7 pedone del nero · g7 cavallo del bianco · h7 cavallo del bianco · a6 cavallo del nero · g6 torre del nero · c5 torre del bianco · g5 pedone del nero · a4 donna del bianco · b4 alfiere del nero · g4 re del nero · b3 pedone del nero · f3 torre del bianco · g3 pedone del bianco · c2 alfiere del nero · f2 pedone del bianco · g2 pedone del bianco | b8 alfiere del bianco · f8 re del bianco · d7 pedone del nero · f7 pedone del nero · g7 cavallo del bianco · h7 cavallo del bianco · a6 cavallo del nero · g6 torre del nero · c5 torre del bianco · g5 pedone del nero · a4 donna del bianco · b4 alfiere del nero · g4 re del nero · b3 pedone del nero · f3 torre del bianco · g3 pedone del bianco · c2 alfiere del nero · f2 pedone del bianco · g2 pedone del bianco | b8 alfiere del bianco · f8 re del bianco · d7 pedone del nero · f7 pedone del nero · g7 cavallo del bianco · h7 cavallo del bianco · a6 cavallo del nero · g6 torre del nero · c5 torre del bianco · g5 pedone del nero · a4 donna del bianco · b4 alfiere del nero · g4 re del nero · b3 pedone del nero · f3 torre del bianco · g3 pedone del bianco · c2 alfiere del nero · f2 pedone del bianco · g2 pedone del bianco | b8 alfiere del bianco · f8 re del bianco · d7 pedone del nero · f7 pedone del nero · g7 cavallo del bianco · h7 cavallo del bianco · a6 cavallo del nero · g6 torre del nero · c5 torre del bianco · g5 pedone del nero · a4 donna del bianco · b4 alfiere del nero · g4 re del nero · b3 pedone del nero · f3 torre del bianco · g3 pedone del bianco · c2 alfiere del nero · f2 pedone del bianco · g2 pedone del bianco | b8 alfiere del bianco · f8 re del bianco · d7 pedone del nero · f7 pedone del nero · g7 cavallo del bianco · h7 cavallo del bianco · a6 cavallo del nero · g6 torre del nero · c5 torre del bianco · g5 pedone del nero · a4 donna del bianco · b4 alfiere del nero · g4 re del nero · b3 pedone del nero · f3 torre del bianco · g3 pedone del bianco · c2 alfiere del nero · f2 pedone del bianco · g2 pedone del bianco | 6 |
| 5 | b8 alfiere del bianco · f8 re del bianco · d7 pedone del nero · f7 pedone del nero · g7 cavallo del bianco · h7 cavallo del bianco · a6 cavallo del nero · g6 torre del nero · c5 torre del bianco · g5 pedone del nero · a4 donna del bianco · b4 alfiere del nero · g4 re del nero · b3 pedone del nero · f3 torre del bianco · g3 pedone del bianco · c2 alfiere del nero · f2 pedone del bianco · g2 pedone del bianco | b8 alfiere del bianco · f8 re del bianco · d7 pedone del nero · f7 pedone del nero · g7 cavallo del bianco · h7 cavallo del bianco · a6 cavallo del nero · g6 torre del nero · c5 torre del bianco · g5 pedone del nero · a4 donna del bianco · b4 alfiere del nero · g4 re del nero · b3 pedone del nero · f3 torre del bianco · g3 pedone del bianco · c2 alfiere del nero · f2 pedone del bianco · g2 pedone del bianco | b8 alfiere del bianco · f8 re del bianco · d7 pedone del nero · f7 pedone del nero · g7 cavallo del bianco · h7 cavallo del bianco · a6 cavallo del nero · g6 torre del nero · c5 torre del bianco · g5 pedone del nero · a4 donna del bianco · b4 alfiere del nero · g4 re del nero · b3 pedone del nero · f3 torre del bianco · g3 pedone del bianco · c2 alfiere del nero · f2 pedone del bianco · g2 pedone del bianco | b8 alfiere del bianco · f8 re del bianco · d7 pedone del nero · f7 pedone del nero · g7 cavallo del bianco · h7 cavallo del bianco · a6 cavallo del nero · g6 torre del nero · c5 torre del bianco · g5 pedone del nero · a4 donna del bianco · b4 alfiere del nero · g4 re del nero · b3 pedone del nero · f3 torre del bianco · g3 pedone del bianco · c2 alfiere del nero · f2 pedone del bianco · g2 pedone del bianco | b8 alfiere del bianco · f8 re del bianco · d7 pedone del nero · f7 pedone del nero · g7 cavallo del bianco · h7 cavallo del bianco · a6 cavallo del nero · g6 torre del nero · c5 torre del bianco · g5 pedone del nero · a4 donna del bianco · b4 alfiere del nero · g4 re del nero · b3 pedone del nero · f3 torre del bianco · g3 pedone del bianco · c2 alfiere del nero · f2 pedone del bianco · g2 pedone del bianco | b8 alfiere del bianco · f8 re del bianco · d7 pedone del nero · f7 pedone del nero · g7 cavallo del bianco · h7 cavallo del bianco · a6 cavallo del nero · g6 torre del nero · c5 torre del bianco · g5 pedone del nero · a4 donna del bianco · b4 alfiere del nero · g4 re del nero · b3 pedone del nero · f3 torre del bianco · g3 pedone del bianco · c2 alfiere del nero · f2 pedone del bianco · g2 pedone del bianco | b8 alfiere del bianco · f8 re del bianco · d7 pedone del nero · f7 pedone del nero · g7 cavallo del bianco · h7 cavallo del bianco · a6 cavallo del nero · g6 torre del nero · c5 torre del bianco · g5 pedone del nero · a4 donna del bianco · b4 alfiere del nero · g4 re del nero · b3 pedone del nero · f3 torre del bianco · g3 pedone del bianco · c2 alfiere del nero · f2 pedone del bianco · g2 pedone del bianco | b8 alfiere del bianco · f8 re del bianco · d7 pedone del nero · f7 pedone del nero · g7 cavallo del bianco · h7 cavallo del bianco · a6 cavallo del nero · g6 torre del nero · c5 torre del bianco · g5 pedone del nero · a4 donna del bianco · b4 alfiere del nero · g4 re del nero · b3 pedone del nero · f3 torre del bianco · g3 pedone del bianco · c2 alfiere del nero · f2 pedone del bianco · g2 pedone del bianco | 5 |
| 4 | b8 alfiere del bianco · f8 re del bianco · d7 pedone del nero · f7 pedone del nero · g7 cavallo del bianco · h7 cavallo del bianco · a6 cavallo del nero · g6 torre del nero · c5 torre del bianco · g5 pedone del nero · a4 donna del bianco · b4 alfiere del nero · g4 re del nero · b3 pedone del nero · f3 torre del bianco · g3 pedone del bianco · c2 alfiere del nero · f2 pedone del bianco · g2 pedone del bianco | b8 alfiere del bianco · f8 re del bianco · d7 pedone del nero · f7 pedone del nero · g7 cavallo del bianco · h7 cavallo del bianco · a6 cavallo del nero · g6 torre del nero · c5 torre del bianco · g5 pedone del nero · a4 donna del bianco · b4 alfiere del nero · g4 re del nero · b3 pedone del nero · f3 torre del bianco · g3 pedone del bianco · c2 alfiere del nero · f2 pedone del bianco · g2 pedone del bianco | b8 alfiere del bianco · f8 re del bianco · d7 pedone del nero · f7 pedone del nero · g7 cavallo del bianco · h7 cavallo del bianco · a6 cavallo del nero · g6 torre del nero · c5 torre del bianco · g5 pedone del nero · a4 donna del bianco · b4 alfiere del nero · g4 re del nero · b3 pedone del nero · f3 torre del bianco · g3 pedone del bianco · c2 alfiere del nero · f2 pedone del bianco · g2 pedone del bianco | b8 alfiere del bianco · f8 re del bianco · d7 pedone del nero · f7 pedone del nero · g7 cavallo del bianco · h7 cavallo del bianco · a6 cavallo del nero · g6 torre del nero · c5 torre del bianco · g5 pedone del nero · a4 donna del bianco · b4 alfiere del nero · g4 re del nero · b3 pedone del nero · f3 torre del bianco · g3 pedone del bianco · c2 alfiere del nero · f2 pedone del bianco · g2 pedone del bianco | b8 alfiere del bianco · f8 re del bianco · d7 pedone del nero · f7 pedone del nero · g7 cavallo del bianco · h7 cavallo del bianco · a6 cavallo del nero · g6 torre del nero · c5 torre del bianco · g5 pedone del nero · a4 donna del bianco · b4 alfiere del nero · g4 re del nero · b3 pedone del nero · f3 torre del bianco · g3 pedone del bianco · c2 alfiere del nero · f2 pedone del bianco · g2 pedone del bianco | b8 alfiere del bianco · f8 re del bianco · d7 pedone del nero · f7 pedone del nero · g7 cavallo del bianco · h7 cavallo del bianco · a6 cavallo del nero · g6 torre del nero · c5 torre del bianco · g5 pedone del nero · a4 donna del bianco · b4 alfiere del nero · g4 re del nero · b3 pedone del nero · f3 torre del bianco · g3 pedone del bianco · c2 alfiere del nero · f2 pedone del bianco · g2 pedone del bianco | b8 alfiere del bianco · f8 re del bianco · d7 pedone del nero · f7 pedone del nero · g7 cavallo del bianco · h7 cavallo del bianco · a6 cavallo del nero · g6 torre del nero · c5 torre del bianco · g5 pedone del nero · a4 donna del bianco · b4 alfiere del nero · g4 re del nero · b3 pedone del nero · f3 torre del bianco · g3 pedone del bianco · c2 alfiere del nero · f2 pedone del bianco · g2 pedone del bianco | b8 alfiere del bianco · f8 re del bianco · d7 pedone del nero · f7 pedone del nero · g7 cavallo del bianco · h7 cavallo del bianco · a6 cavallo del nero · g6 torre del nero · c5 torre del bianco · g5 pedone del nero · a4 donna del bianco · b4 alfiere del nero · g4 re del nero · b3 pedone del nero · f3 torre del bianco · g3 pedone del bianco · c2 alfiere del nero · f2 pedone del bianco · g2 pedone del bianco | 4 |
| 3 | b8 alfiere del bianco · f8 re del bianco · d7 pedone del nero · f7 pedone del nero · g7 cavallo del bianco · h7 cavallo del bianco · a6 cavallo del nero · g6 torre del nero · c5 torre del bianco · g5 pedone del nero · a4 donna del bianco · b4 alfiere del nero · g4 re del nero · b3 pedone del nero · f3 torre del bianco · g3 pedone del bianco · c2 alfiere del nero · f2 pedone del bianco · g2 pedone del bianco | b8 alfiere del bianco · f8 re del bianco · d7 pedone del nero · f7 pedone del nero · g7 cavallo del bianco · h7 cavallo del bianco · a6 cavallo del nero · g6 torre del nero · c5 torre del bianco · g5 pedone del nero · a4 donna del bianco · b4 alfiere del nero · g4 re del nero · b3 pedone del nero · f3 torre del bianco · g3 pedone del bianco · c2 alfiere del nero · f2 pedone del bianco · g2 pedone del bianco | b8 alfiere del bianco · f8 re del bianco · d7 pedone del nero · f7 pedone del nero · g7 cavallo del bianco · h7 cavallo del bianco · a6 cavallo del nero · g6 torre del nero · c5 torre del bianco · g5 pedone del nero · a4 donna del bianco · b4 alfiere del nero · g4 re del nero · b3 pedone del nero · f3 torre del bianco · g3 pedone del bianco · c2 alfiere del nero · f2 pedone del bianco · g2 pedone del bianco | b8 alfiere del bianco · f8 re del bianco · d7 pedone del nero · f7 pedone del nero · g7 cavallo del bianco · h7 cavallo del bianco · a6 cavallo del nero · g6 torre del nero · c5 torre del bianco · g5 pedone del nero · a4 donna del bianco · b4 alfiere del nero · g4 re del nero · b3 pedone del nero · f3 torre del bianco · g3 pedone del bianco · c2 alfiere del nero · f2 pedone del bianco · g2 pedone del bianco | b8 alfiere del bianco · f8 re del bianco · d7 pedone del nero · f7 pedone del nero · g7 cavallo del bianco · h7 cavallo del bianco · a6 cavallo del nero · g6 torre del nero · c5 torre del bianco · g5 pedone del nero · a4 donna del bianco · b4 alfiere del nero · g4 re del nero · b3 pedone del nero · f3 torre del bianco · g3 pedone del bianco · c2 alfiere del nero · f2 pedone del bianco · g2 pedone del bianco | b8 alfiere del bianco · f8 re del bianco · d7 pedone del nero · f7 pedone del nero · g7 cavallo del bianco · h7 cavallo del bianco · a6 cavallo del nero · g6 torre del nero · c5 torre del bianco · g5 pedone del nero · a4 donna del bianco · b4 alfiere del nero · g4 re del nero · b3 pedone del nero · f3 torre del bianco · g3 pedone del bianco · c2 alfiere del nero · f2 pedone del bianco · g2 pedone del bianco | b8 alfiere del bianco · f8 re del bianco · d7 pedone del nero · f7 pedone del nero · g7 cavallo del bianco · h7 cavallo del bianco · a6 cavallo del nero · g6 torre del nero · c5 torre del bianco · g5 pedone del nero · a4 donna del bianco · b4 alfiere del nero · g4 re del nero · b3 pedone del nero · f3 torre del bianco · g3 pedone del bianco · c2 alfiere del nero · f2 pedone del bianco · g2 pedone del bianco | b8 alfiere del bianco · f8 re del bianco · d7 pedone del nero · f7 pedone del nero · g7 cavallo del bianco · h7 cavallo del bianco · a6 cavallo del nero · g6 torre del nero · c5 torre del bianco · g5 pedone del nero · a4 donna del bianco · b4 alfiere del nero · g4 re del nero · b3 pedone del nero · f3 torre del bianco · g3 pedone del bianco · c2 alfiere del nero · f2 pedone del bianco · g2 pedone del bianco | 3 |
| 2 | b8 alfiere del bianco · f8 re del bianco · d7 pedone del nero · f7 pedone del nero · g7 cavallo del bianco · h7 cavallo del bianco · a6 cavallo del nero · g6 torre del nero · c5 torre del bianco · g5 pedone del nero · a4 donna del bianco · b4 alfiere del nero · g4 re del nero · b3 pedone del nero · f3 torre del bianco · g3 pedone del bianco · c2 alfiere del nero · f2 pedone del bianco · g2 pedone del bianco | b8 alfiere del bianco · f8 re del bianco · d7 pedone del nero · f7 pedone del nero · g7 cavallo del bianco · h7 cavallo del bianco · a6 cavallo del nero · g6 torre del nero · c5 torre del bianco · g5 pedone del nero · a4 donna del bianco · b4 alfiere del nero · g4 re del nero · b3 pedone del nero · f3 torre del bianco · g3 pedone del bianco · c2 alfiere del nero · f2 pedone del bianco · g2 pedone del bianco | b8 alfiere del bianco · f8 re del bianco · d7 pedone del nero · f7 pedone del nero · g7 cavallo del bianco · h7 cavallo del bianco · a6 cavallo del nero · g6 torre del nero · c5 torre del bianco · g5 pedone del nero · a4 donna del bianco · b4 alfiere del nero · g4 re del nero · b3 pedone del nero · f3 torre del bianco · g3 pedone del bianco · c2 alfiere del nero · f2 pedone del bianco · g2 pedone del bianco | b8 alfiere del bianco · f8 re del bianco · d7 pedone del nero · f7 pedone del nero · g7 cavallo del bianco · h7 cavallo del bianco · a6 cavallo del nero · g6 torre del nero · c5 torre del bianco · g5 pedone del nero · a4 donna del bianco · b4 alfiere del nero · g4 re del nero · b3 pedone del nero · f3 torre del bianco · g3 pedone del bianco · c2 alfiere del nero · f2 pedone del bianco · g2 pedone del bianco | b8 alfiere del bianco · f8 re del bianco · d7 pedone del nero · f7 pedone del nero · g7 cavallo del bianco · h7 cavallo del bianco · a6 cavallo del nero · g6 torre del nero · c5 torre del bianco · g5 pedone del nero · a4 donna del bianco · b4 alfiere del nero · g4 re del nero · b3 pedone del nero · f3 torre del bianco · g3 pedone del bianco · c2 alfiere del nero · f2 pedone del bianco · g2 pedone del bianco | b8 alfiere del bianco · f8 re del bianco · d7 pedone del nero · f7 pedone del nero · g7 cavallo del bianco · h7 cavallo del bianco · a6 cavallo del nero · g6 torre del nero · c5 torre del bianco · g5 pedone del nero · a4 donna del bianco · b4 alfiere del nero · g4 re del nero · b3 pedone del nero · f3 torre del bianco · g3 pedone del bianco · c2 alfiere del nero · f2 pedone del bianco · g2 pedone del bianco | b8 alfiere del bianco · f8 re del bianco · d7 pedone del nero · f7 pedone del nero · g7 cavallo del bianco · h7 cavallo del bianco · a6 cavallo del nero · g6 torre del nero · c5 torre del bianco · g5 pedone del nero · a4 donna del bianco · b4 alfiere del nero · g4 re del nero · b3 pedone del nero · f3 torre del bianco · g3 pedone del bianco · c2 alfiere del nero · f2 pedone del bianco · g2 pedone del bianco | b8 alfiere del bianco · f8 re del bianco · d7 pedone del nero · f7 pedone del nero · g7 cavallo del bianco · h7 cavallo del bianco · a6 cavallo del nero · g6 torre del nero · c5 torre del bianco · g5 pedone del nero · a4 donna del bianco · b4 alfiere del nero · g4 re del nero · b3 pedone del nero · f3 torre del bianco · g3 pedone del bianco · c2 alfiere del nero · f2 pedone del bianco · g2 pedone del bianco | 2 |
| 1 | b8 alfiere del bianco · f8 re del bianco · d7 pedone del nero · f7 pedone del nero · g7 cavallo del bianco · h7 cavallo del bianco · a6 cavallo del nero · g6 torre del nero · c5 torre del bianco · g5 pedone del nero · a4 donna del bianco · b4 alfiere del nero · g4 re del nero · b3 pedone del nero · f3 torre del bianco · g3 pedone del bianco · c2 alfiere del nero · f2 pedone del bianco · g2 pedone del bianco | b8 alfiere del bianco · f8 re del bianco · d7 pedone del nero · f7 pedone del nero · g7 cavallo del bianco · h7 cavallo del bianco · a6 cavallo del nero · g6 torre del nero · c5 torre del bianco · g5 pedone del nero · a4 donna del bianco · b4 alfiere del nero · g4 re del nero · b3 pedone del nero · f3 torre del bianco · g3 pedone del bianco · c2 alfiere del nero · f2 pedone del bianco · g2 pedone del bianco | b8 alfiere del bianco · f8 re del bianco · d7 pedone del nero · f7 pedone del nero · g7 cavallo del bianco · h7 cavallo del bianco · a6 cavallo del nero · g6 torre del nero · c5 torre del bianco · g5 pedone del nero · a4 donna del bianco · b4 alfiere del nero · g4 re del nero · b3 pedone del nero · f3 torre del bianco · g3 pedone del bianco · c2 alfiere del nero · f2 pedone del bianco · g2 pedone del bianco | b8 alfiere del bianco · f8 re del bianco · d7 pedone del nero · f7 pedone del nero · g7 cavallo del bianco · h7 cavallo del bianco · a6 cavallo del nero · g6 torre del nero · c5 torre del bianco · g5 pedone del nero · a4 donna del bianco · b4 alfiere del nero · g4 re del nero · b3 pedone del nero · f3 torre del bianco · g3 pedone del bianco · c2 alfiere del nero · f2 pedone del bianco · g2 pedone del bianco | b8 alfiere del bianco · f8 re del bianco · d7 pedone del nero · f7 pedone del nero · g7 cavallo del bianco · h7 cavallo del bianco · a6 cavallo del nero · g6 torre del nero · c5 torre del bianco · g5 pedone del nero · a4 donna del bianco · b4 alfiere del nero · g4 re del nero · b3 pedone del nero · f3 torre del bianco · g3 pedone del bianco · c2 alfiere del nero · f2 pedone del bianco · g2 pedone del bianco | b8 alfiere del bianco · f8 re del bianco · d7 pedone del nero · f7 pedone del nero · g7 cavallo del bianco · h7 cavallo del bianco · a6 cavallo del nero · g6 torre del nero · c5 torre del bianco · g5 pedone del nero · a4 donna del bianco · b4 alfiere del nero · g4 re del nero · b3 pedone del nero · f3 torre del bianco · g3 pedone del bianco · c2 alfiere del nero · f2 pedone del bianco · g2 pedone del bianco | b8 alfiere del bianco · f8 re del bianco · d7 pedone del nero · f7 pedone del nero · g7 cavallo del bianco · h7 cavallo del bianco · a6 cavallo del nero · g6 torre del nero · c5 torre del bianco · g5 pedone del nero · a4 donna del bianco · b4 alfiere del nero · g4 re del nero · b3 pedone del nero · f3 torre del bianco · g3 pedone del bianco · c2 alfiere del nero · f2 pedone del bianco · g2 pedone del bianco | b8 alfiere del bianco · f8 re del bianco · d7 pedone del nero · f7 pedone del nero · g7 cavallo del bianco · h7 cavallo del bianco · a6 cavallo del nero · g6 torre del nero · c5 torre del bianco · g5 pedone del nero · a4 donna del bianco · b4 alfiere del nero · g4 re del nero · b3 pedone del nero · f3 torre del bianco · g3 pedone del bianco · c2 alfiere del nero · f2 pedone del bianco · g2 pedone del bianco | 1 |
|   | a | b | c | d | e | f | g | h |   |

Soluzione:
1. Td3!  (min. 2. f3#)
1... Txg7/Tf6  2. Cf6#

1... Td6  2. Txg5#

1... d6  2. Tc4#

1... Ad1  2. Td4#

|   | a | b | c | d | e | f | g | h |   |
| 8 | e8 torre del bianco · a7 re del bianco · e7 cavallo del bianco · f7 torre del bianco · g7 torre del nero · h7 donna del bianco · e6 pedone del nero · f6 alfiere del nero · g6 pedone del bianco · h6 pedone del nero · d5 alfiere del nero · d4 pedone del nero · e4 re del nero · f3 cavallo del bianco · h3 alfiere del bianco · e2 pedone del bianco · f2 pedone del bianco · c1 alfiere del bianco | e8 torre del bianco · a7 re del bianco · e7 cavallo del bianco · f7 torre del bianco · g7 torre del nero · h7 donna del bianco · e6 pedone del nero · f6 alfiere del nero · g6 pedone del bianco · h6 pedone del nero · d5 alfiere del nero · d4 pedone del nero · e4 re del nero · f3 cavallo del bianco · h3 alfiere del bianco · e2 pedone del bianco · f2 pedone del bianco · c1 alfiere del bianco | e8 torre del bianco · a7 re del bianco · e7 cavallo del bianco · f7 torre del bianco · g7 torre del nero · h7 donna del bianco · e6 pedone del nero · f6 alfiere del nero · g6 pedone del bianco · h6 pedone del nero · d5 alfiere del nero · d4 pedone del nero · e4 re del nero · f3 cavallo del bianco · h3 alfiere del bianco · e2 pedone del bianco · f2 pedone del bianco · c1 alfiere del bianco | e8 torre del bianco · a7 re del bianco · e7 cavallo del bianco · f7 torre del bianco · g7 torre del nero · h7 donna del bianco · e6 pedone del nero · f6 alfiere del nero · g6 pedone del bianco · h6 pedone del nero · d5 alfiere del nero · d4 pedone del nero · e4 re del nero · f3 cavallo del bianco · h3 alfiere del bianco · e2 pedone del bianco · f2 pedone del bianco · c1 alfiere del bianco | e8 torre del bianco · a7 re del bianco · e7 cavallo del bianco · f7 torre del bianco · g7 torre del nero · h7 donna del bianco · e6 pedone del nero · f6 alfiere del nero · g6 pedone del bianco · h6 pedone del nero · d5 alfiere del nero · d4 pedone del nero · e4 re del nero · f3 cavallo del bianco · h3 alfiere del bianco · e2 pedone del bianco · f2 pedone del bianco · c1 alfiere del bianco | e8 torre del bianco · a7 re del bianco · e7 cavallo del bianco · f7 torre del bianco · g7 torre del nero · h7 donna del bianco · e6 pedone del nero · f6 alfiere del nero · g6 pedone del bianco · h6 pedone del nero · d5 alfiere del nero · d4 pedone del nero · e4 re del nero · f3 cavallo del bianco · h3 alfiere del bianco · e2 pedone del bianco · f2 pedone del bianco · c1 alfiere del bianco | e8 torre del bianco · a7 re del bianco · e7 cavallo del bianco · f7 torre del bianco · g7 torre del nero · h7 donna del bianco · e6 pedone del nero · f6 alfiere del nero · g6 pedone del bianco · h6 pedone del nero · d5 alfiere del nero · d4 pedone del nero · e4 re del nero · f3 cavallo del bianco · h3 alfiere del bianco · e2 pedone del bianco · f2 pedone del bianco · c1 alfiere del bianco | e8 torre del bianco · a7 re del bianco · e7 cavallo del bianco · f7 torre del bianco · g7 torre del nero · h7 donna del bianco · e6 pedone del nero · f6 alfiere del nero · g6 pedone del bianco · h6 pedone del nero · d5 alfiere del nero · d4 pedone del nero · e4 re del nero · f3 cavallo del bianco · h3 alfiere del bianco · e2 pedone del bianco · f2 pedone del bianco · c1 alfiere del bianco | 8 |
| 7 | e8 torre del bianco · a7 re del bianco · e7 cavallo del bianco · f7 torre del bianco · g7 torre del nero · h7 donna del bianco · e6 pedone del nero · f6 alfiere del nero · g6 pedone del bianco · h6 pedone del nero · d5 alfiere del nero · d4 pedone del nero · e4 re del nero · f3 cavallo del bianco · h3 alfiere del bianco · e2 pedone del bianco · f2 pedone del bianco · c1 alfiere del bianco | e8 torre del bianco · a7 re del bianco · e7 cavallo del bianco · f7 torre del bianco · g7 torre del nero · h7 donna del bianco · e6 pedone del nero · f6 alfiere del nero · g6 pedone del bianco · h6 pedone del nero · d5 alfiere del nero · d4 pedone del nero · e4 re del nero · f3 cavallo del bianco · h3 alfiere del bianco · e2 pedone del bianco · f2 pedone del bianco · c1 alfiere del bianco | e8 torre del bianco · a7 re del bianco · e7 cavallo del bianco · f7 torre del bianco · g7 torre del nero · h7 donna del bianco · e6 pedone del nero · f6 alfiere del nero · g6 pedone del bianco · h6 pedone del nero · d5 alfiere del nero · d4 pedone del nero · e4 re del nero · f3 cavallo del bianco · h3 alfiere del bianco · e2 pedone del bianco · f2 pedone del bianco · c1 alfiere del bianco | e8 torre del bianco · a7 re del bianco · e7 cavallo del bianco · f7 torre del bianco · g7 torre del nero · h7 donna del bianco · e6 pedone del nero · f6 alfiere del nero · g6 pedone del bianco · h6 pedone del nero · d5 alfiere del nero · d4 pedone del nero · e4 re del nero · f3 cavallo del bianco · h3 alfiere del bianco · e2 pedone del bianco · f2 pedone del bianco · c1 alfiere del bianco | e8 torre del bianco · a7 re del bianco · e7 cavallo del bianco · f7 torre del bianco · g7 torre del nero · h7 donna del bianco · e6 pedone del nero · f6 alfiere del nero · g6 pedone del bianco · h6 pedone del nero · d5 alfiere del nero · d4 pedone del nero · e4 re del nero · f3 cavallo del bianco · h3 alfiere del bianco · e2 pedone del bianco · f2 pedone del bianco · c1 alfiere del bianco | e8 torre del bianco · a7 re del bianco · e7 cavallo del bianco · f7 torre del bianco · g7 torre del nero · h7 donna del bianco · e6 pedone del nero · f6 alfiere del nero · g6 pedone del bianco · h6 pedone del nero · d5 alfiere del nero · d4 pedone del nero · e4 re del nero · f3 cavallo del bianco · h3 alfiere del bianco · e2 pedone del bianco · f2 pedone del bianco · c1 alfiere del bianco | e8 torre del bianco · a7 re del bianco · e7 cavallo del bianco · f7 torre del bianco · g7 torre del nero · h7 donna del bianco · e6 pedone del nero · f6 alfiere del nero · g6 pedone del bianco · h6 pedone del nero · d5 alfiere del nero · d4 pedone del nero · e4 re del nero · f3 cavallo del bianco · h3 alfiere del bianco · e2 pedone del bianco · f2 pedone del bianco · c1 alfiere del bianco | e8 torre del bianco · a7 re del bianco · e7 cavallo del bianco · f7 torre del bianco · g7 torre del nero · h7 donna del bianco · e6 pedone del nero · f6 alfiere del nero · g6 pedone del bianco · h6 pedone del nero · d5 alfiere del nero · d4 pedone del nero · e4 re del nero · f3 cavallo del bianco · h3 alfiere del bianco · e2 pedone del bianco · f2 pedone del bianco · c1 alfiere del bianco | 7 |
| 6 | e8 torre del bianco · a7 re del bianco · e7 cavallo del bianco · f7 torre del bianco · g7 torre del nero · h7 donna del bianco · e6 pedone del nero · f6 alfiere del nero · g6 pedone del bianco · h6 pedone del nero · d5 alfiere del nero · d4 pedone del nero · e4 re del nero · f3 cavallo del bianco · h3 alfiere del bianco · e2 pedone del bianco · f2 pedone del bianco · c1 alfiere del bianco | e8 torre del bianco · a7 re del bianco · e7 cavallo del bianco · f7 torre del bianco · g7 torre del nero · h7 donna del bianco · e6 pedone del nero · f6 alfiere del nero · g6 pedone del bianco · h6 pedone del nero · d5 alfiere del nero · d4 pedone del nero · e4 re del nero · f3 cavallo del bianco · h3 alfiere del bianco · e2 pedone del bianco · f2 pedone del bianco · c1 alfiere del bianco | e8 torre del bianco · a7 re del bianco · e7 cavallo del bianco · f7 torre del bianco · g7 torre del nero · h7 donna del bianco · e6 pedone del nero · f6 alfiere del nero · g6 pedone del bianco · h6 pedone del nero · d5 alfiere del nero · d4 pedone del nero · e4 re del nero · f3 cavallo del bianco · h3 alfiere del bianco · e2 pedone del bianco · f2 pedone del bianco · c1 alfiere del bianco | e8 torre del bianco · a7 re del bianco · e7 cavallo del bianco · f7 torre del bianco · g7 torre del nero · h7 donna del bianco · e6 pedone del nero · f6 alfiere del nero · g6 pedone del bianco · h6 pedone del nero · d5 alfiere del nero · d4 pedone del nero · e4 re del nero · f3 cavallo del bianco · h3 alfiere del bianco · e2 pedone del bianco · f2 pedone del bianco · c1 alfiere del bianco | e8 torre del bianco · a7 re del bianco · e7 cavallo del bianco · f7 torre del bianco · g7 torre del nero · h7 donna del bianco · e6 pedone del nero · f6 alfiere del nero · g6 pedone del bianco · h6 pedone del nero · d5 alfiere del nero · d4 pedone del nero · e4 re del nero · f3 cavallo del bianco · h3 alfiere del bianco · e2 pedone del bianco · f2 pedone del bianco · c1 alfiere del bianco | e8 torre del bianco · a7 re del bianco · e7 cavallo del bianco · f7 torre del bianco · g7 torre del nero · h7 donna del bianco · e6 pedone del nero · f6 alfiere del nero · g6 pedone del bianco · h6 pedone del nero · d5 alfiere del nero · d4 pedone del nero · e4 re del nero · f3 cavallo del bianco · h3 alfiere del bianco · e2 pedone del bianco · f2 pedone del bianco · c1 alfiere del bianco | e8 torre del bianco · a7 re del bianco · e7 cavallo del bianco · f7 torre del bianco · g7 torre del nero · h7 donna del bianco · e6 pedone del nero · f6 alfiere del nero · g6 pedone del bianco · h6 pedone del nero · d5 alfiere del nero · d4 pedone del nero · e4 re del nero · f3 cavallo del bianco · h3 alfiere del bianco · e2 pedone del bianco · f2 pedone del bianco · c1 alfiere del bianco | e8 torre del bianco · a7 re del bianco · e7 cavallo del bianco · f7 torre del bianco · g7 torre del nero · h7 donna del bianco · e6 pedone del nero · f6 alfiere del nero · g6 pedone del bianco · h6 pedone del nero · d5 alfiere del nero · d4 pedone del nero · e4 re del nero · f3 cavallo del bianco · h3 alfiere del bianco · e2 pedone del bianco · f2 pedone del bianco · c1 alfiere del bianco | 6 |
| 5 | e8 torre del bianco · a7 re del bianco · e7 cavallo del bianco · f7 torre del bianco · g7 torre del nero · h7 donna del bianco · e6 pedone del nero · f6 alfiere del nero · g6 pedone del bianco · h6 pedone del nero · d5 alfiere del nero · d4 pedone del nero · e4 re del nero · f3 cavallo del bianco · h3 alfiere del bianco · e2 pedone del bianco · f2 pedone del bianco · c1 alfiere del bianco | e8 torre del bianco · a7 re del bianco · e7 cavallo del bianco · f7 torre del bianco · g7 torre del nero · h7 donna del bianco · e6 pedone del nero · f6 alfiere del nero · g6 pedone del bianco · h6 pedone del nero · d5 alfiere del nero · d4 pedone del nero · e4 re del nero · f3 cavallo del bianco · h3 alfiere del bianco · e2 pedone del bianco · f2 pedone del bianco · c1 alfiere del bianco | e8 torre del bianco · a7 re del bianco · e7 cavallo del bianco · f7 torre del bianco · g7 torre del nero · h7 donna del bianco · e6 pedone del nero · f6 alfiere del nero · g6 pedone del bianco · h6 pedone del nero · d5 alfiere del nero · d4 pedone del nero · e4 re del nero · f3 cavallo del bianco · h3 alfiere del bianco · e2 pedone del bianco · f2 pedone del bianco · c1 alfiere del bianco | e8 torre del bianco · a7 re del bianco · e7 cavallo del bianco · f7 torre del bianco · g7 torre del nero · h7 donna del bianco · e6 pedone del nero · f6 alfiere del nero · g6 pedone del bianco · h6 pedone del nero · d5 alfiere del nero · d4 pedone del nero · e4 re del nero · f3 cavallo del bianco · h3 alfiere del bianco · e2 pedone del bianco · f2 pedone del bianco · c1 alfiere del bianco | e8 torre del bianco · a7 re del bianco · e7 cavallo del bianco · f7 torre del bianco · g7 torre del nero · h7 donna del bianco · e6 pedone del nero · f6 alfiere del nero · g6 pedone del bianco · h6 pedone del nero · d5 alfiere del nero · d4 pedone del nero · e4 re del nero · f3 cavallo del bianco · h3 alfiere del bianco · e2 pedone del bianco · f2 pedone del bianco · c1 alfiere del bianco | e8 torre del bianco · a7 re del bianco · e7 cavallo del bianco · f7 torre del bianco · g7 torre del nero · h7 donna del bianco · e6 pedone del nero · f6 alfiere del nero · g6 pedone del bianco · h6 pedone del nero · d5 alfiere del nero · d4 pedone del nero · e4 re del nero · f3 cavallo del bianco · h3 alfiere del bianco · e2 pedone del bianco · f2 pedone del bianco · c1 alfiere del bianco | e8 torre del bianco · a7 re del bianco · e7 cavallo del bianco · f7 torre del bianco · g7 torre del nero · h7 donna del bianco · e6 pedone del nero · f6 alfiere del nero · g6 pedone del bianco · h6 pedone del nero · d5 alfiere del nero · d4 pedone del nero · e4 re del nero · f3 cavallo del bianco · h3 alfiere del bianco · e2 pedone del bianco · f2 pedone del bianco · c1 alfiere del bianco | e8 torre del bianco · a7 re del bianco · e7 cavallo del bianco · f7 torre del bianco · g7 torre del nero · h7 donna del bianco · e6 pedone del nero · f6 alfiere del nero · g6 pedone del bianco · h6 pedone del nero · d5 alfiere del nero · d4 pedone del nero · e4 re del nero · f3 cavallo del bianco · h3 alfiere del bianco · e2 pedone del bianco · f2 pedone del bianco · c1 alfiere del bianco | 5 |
| 4 | e8 torre del bianco · a7 re del bianco · e7 cavallo del bianco · f7 torre del bianco · g7 torre del nero · h7 donna del bianco · e6 pedone del nero · f6 alfiere del nero · g6 pedone del bianco · h6 pedone del nero · d5 alfiere del nero · d4 pedone del nero · e4 re del nero · f3 cavallo del bianco · h3 alfiere del bianco · e2 pedone del bianco · f2 pedone del bianco · c1 alfiere del bianco | e8 torre del bianco · a7 re del bianco · e7 cavallo del bianco · f7 torre del bianco · g7 torre del nero · h7 donna del bianco · e6 pedone del nero · f6 alfiere del nero · g6 pedone del bianco · h6 pedone del nero · d5 alfiere del nero · d4 pedone del nero · e4 re del nero · f3 cavallo del bianco · h3 alfiere del bianco · e2 pedone del bianco · f2 pedone del bianco · c1 alfiere del bianco | e8 torre del bianco · a7 re del bianco · e7 cavallo del bianco · f7 torre del bianco · g7 torre del nero · h7 donna del bianco · e6 pedone del nero · f6 alfiere del nero · g6 pedone del bianco · h6 pedone del nero · d5 alfiere del nero · d4 pedone del nero · e4 re del nero · f3 cavallo del bianco · h3 alfiere del bianco · e2 pedone del bianco · f2 pedone del bianco · c1 alfiere del bianco | e8 torre del bianco · a7 re del bianco · e7 cavallo del bianco · f7 torre del bianco · g7 torre del nero · h7 donna del bianco · e6 pedone del nero · f6 alfiere del nero · g6 pedone del bianco · h6 pedone del nero · d5 alfiere del nero · d4 pedone del nero · e4 re del nero · f3 cavallo del bianco · h3 alfiere del bianco · e2 pedone del bianco · f2 pedone del bianco · c1 alfiere del bianco | e8 torre del bianco · a7 re del bianco · e7 cavallo del bianco · f7 torre del bianco · g7 torre del nero · h7 donna del bianco · e6 pedone del nero · f6 alfiere del nero · g6 pedone del bianco · h6 pedone del nero · d5 alfiere del nero · d4 pedone del nero · e4 re del nero · f3 cavallo del bianco · h3 alfiere del bianco · e2 pedone del bianco · f2 pedone del bianco · c1 alfiere del bianco | e8 torre del bianco · a7 re del bianco · e7 cavallo del bianco · f7 torre del bianco · g7 torre del nero · h7 donna del bianco · e6 pedone del nero · f6 alfiere del nero · g6 pedone del bianco · h6 pedone del nero · d5 alfiere del nero · d4 pedone del nero · e4 re del nero · f3 cavallo del bianco · h3 alfiere del bianco · e2 pedone del bianco · f2 pedone del bianco · c1 alfiere del bianco | e8 torre del bianco · a7 re del bianco · e7 cavallo del bianco · f7 torre del bianco · g7 torre del nero · h7 donna del bianco · e6 pedone del nero · f6 alfiere del nero · g6 pedone del bianco · h6 pedone del nero · d5 alfiere del nero · d4 pedone del nero · e4 re del nero · f3 cavallo del bianco · h3 alfiere del bianco · e2 pedone del bianco · f2 pedone del bianco · c1 alfiere del bianco | e8 torre del bianco · a7 re del bianco · e7 cavallo del bianco · f7 torre del bianco · g7 torre del nero · h7 donna del bianco · e6 pedone del nero · f6 alfiere del nero · g6 pedone del bianco · h6 pedone del nero · d5 alfiere del nero · d4 pedone del nero · e4 re del nero · f3 cavallo del bianco · h3 alfiere del bianco · e2 pedone del bianco · f2 pedone del bianco · c1 alfiere del bianco | 4 |
| 3 | e8 torre del bianco · a7 re del bianco · e7 cavallo del bianco · f7 torre del bianco · g7 torre del nero · h7 donna del bianco · e6 pedone del nero · f6 alfiere del nero · g6 pedone del bianco · h6 pedone del nero · d5 alfiere del nero · d4 pedone del nero · e4 re del nero · f3 cavallo del bianco · h3 alfiere del bianco · e2 pedone del bianco · f2 pedone del bianco · c1 alfiere del bianco | e8 torre del bianco · a7 re del bianco · e7 cavallo del bianco · f7 torre del bianco · g7 torre del nero · h7 donna del bianco · e6 pedone del nero · f6 alfiere del nero · g6 pedone del bianco · h6 pedone del nero · d5 alfiere del nero · d4 pedone del nero · e4 re del nero · f3 cavallo del bianco · h3 alfiere del bianco · e2 pedone del bianco · f2 pedone del bianco · c1 alfiere del bianco | e8 torre del bianco · a7 re del bianco · e7 cavallo del bianco · f7 torre del bianco · g7 torre del nero · h7 donna del bianco · e6 pedone del nero · f6 alfiere del nero · g6 pedone del bianco · h6 pedone del nero · d5 alfiere del nero · d4 pedone del nero · e4 re del nero · f3 cavallo del bianco · h3 alfiere del bianco · e2 pedone del bianco · f2 pedone del bianco · c1 alfiere del bianco | e8 torre del bianco · a7 re del bianco · e7 cavallo del bianco · f7 torre del bianco · g7 torre del nero · h7 donna del bianco · e6 pedone del nero · f6 alfiere del nero · g6 pedone del bianco · h6 pedone del nero · d5 alfiere del nero · d4 pedone del nero · e4 re del nero · f3 cavallo del bianco · h3 alfiere del bianco · e2 pedone del bianco · f2 pedone del bianco · c1 alfiere del bianco | e8 torre del bianco · a7 re del bianco · e7 cavallo del bianco · f7 torre del bianco · g7 torre del nero · h7 donna del bianco · e6 pedone del nero · f6 alfiere del nero · g6 pedone del bianco · h6 pedone del nero · d5 alfiere del nero · d4 pedone del nero · e4 re del nero · f3 cavallo del bianco · h3 alfiere del bianco · e2 pedone del bianco · f2 pedone del bianco · c1 alfiere del bianco | e8 torre del bianco · a7 re del bianco · e7 cavallo del bianco · f7 torre del bianco · g7 torre del nero · h7 donna del bianco · e6 pedone del nero · f6 alfiere del nero · g6 pedone del bianco · h6 pedone del nero · d5 alfiere del nero · d4 pedone del nero · e4 re del nero · f3 cavallo del bianco · h3 alfiere del bianco · e2 pedone del bianco · f2 pedone del bianco · c1 alfiere del bianco | e8 torre del bianco · a7 re del bianco · e7 cavallo del bianco · f7 torre del bianco · g7 torre del nero · h7 donna del bianco · e6 pedone del nero · f6 alfiere del nero · g6 pedone del bianco · h6 pedone del nero · d5 alfiere del nero · d4 pedone del nero · e4 re del nero · f3 cavallo del bianco · h3 alfiere del bianco · e2 pedone del bianco · f2 pedone del bianco · c1 alfiere del bianco | e8 torre del bianco · a7 re del bianco · e7 cavallo del bianco · f7 torre del bianco · g7 torre del nero · h7 donna del bianco · e6 pedone del nero · f6 alfiere del nero · g6 pedone del bianco · h6 pedone del nero · d5 alfiere del nero · d4 pedone del nero · e4 re del nero · f3 cavallo del bianco · h3 alfiere del bianco · e2 pedone del bianco · f2 pedone del bianco · c1 alfiere del bianco | 3 |
| 2 | e8 torre del bianco · a7 re del bianco · e7 cavallo del bianco · f7 torre del bianco · g7 torre del nero · h7 donna del bianco · e6 pedone del nero · f6 alfiere del nero · g6 pedone del bianco · h6 pedone del nero · d5 alfiere del nero · d4 pedone del nero · e4 re del nero · f3 cavallo del bianco · h3 alfiere del bianco · e2 pedone del bianco · f2 pedone del bianco · c1 alfiere del bianco | e8 torre del bianco · a7 re del bianco · e7 cavallo del bianco · f7 torre del bianco · g7 torre del nero · h7 donna del bianco · e6 pedone del nero · f6 alfiere del nero · g6 pedone del bianco · h6 pedone del nero · d5 alfiere del nero · d4 pedone del nero · e4 re del nero · f3 cavallo del bianco · h3 alfiere del bianco · e2 pedone del bianco · f2 pedone del bianco · c1 alfiere del bianco | e8 torre del bianco · a7 re del bianco · e7 cavallo del bianco · f7 torre del bianco · g7 torre del nero · h7 donna del bianco · e6 pedone del nero · f6 alfiere del nero · g6 pedone del bianco · h6 pedone del nero · d5 alfiere del nero · d4 pedone del nero · e4 re del nero · f3 cavallo del bianco · h3 alfiere del bianco · e2 pedone del bianco · f2 pedone del bianco · c1 alfiere del bianco | e8 torre del bianco · a7 re del bianco · e7 cavallo del bianco · f7 torre del bianco · g7 torre del nero · h7 donna del bianco · e6 pedone del nero · f6 alfiere del nero · g6 pedone del bianco · h6 pedone del nero · d5 alfiere del nero · d4 pedone del nero · e4 re del nero · f3 cavallo del bianco · h3 alfiere del bianco · e2 pedone del bianco · f2 pedone del bianco · c1 alfiere del bianco | e8 torre del bianco · a7 re del bianco · e7 cavallo del bianco · f7 torre del bianco · g7 torre del nero · h7 donna del bianco · e6 pedone del nero · f6 alfiere del nero · g6 pedone del bianco · h6 pedone del nero · d5 alfiere del nero · d4 pedone del nero · e4 re del nero · f3 cavallo del bianco · h3 alfiere del bianco · e2 pedone del bianco · f2 pedone del bianco · c1 alfiere del bianco | e8 torre del bianco · a7 re del bianco · e7 cavallo del bianco · f7 torre del bianco · g7 torre del nero · h7 donna del bianco · e6 pedone del nero · f6 alfiere del nero · g6 pedone del bianco · h6 pedone del nero · d5 alfiere del nero · d4 pedone del nero · e4 re del nero · f3 cavallo del bianco · h3 alfiere del bianco · e2 pedone del bianco · f2 pedone del bianco · c1 alfiere del bianco | e8 torre del bianco · a7 re del bianco · e7 cavallo del bianco · f7 torre del bianco · g7 torre del nero · h7 donna del bianco · e6 pedone del nero · f6 alfiere del nero · g6 pedone del bianco · h6 pedone del nero · d5 alfiere del nero · d4 pedone del nero · e4 re del nero · f3 cavallo del bianco · h3 alfiere del bianco · e2 pedone del bianco · f2 pedone del bianco · c1 alfiere del bianco | e8 torre del bianco · a7 re del bianco · e7 cavallo del bianco · f7 torre del bianco · g7 torre del nero · h7 donna del bianco · e6 pedone del nero · f6 alfiere del nero · g6 pedone del bianco · h6 pedone del nero · d5 alfiere del nero · d4 pedone del nero · e4 re del nero · f3 cavallo del bianco · h3 alfiere del bianco · e2 pedone del bianco · f2 pedone del bianco · c1 alfiere del bianco | 2 |
| 1 | e8 torre del bianco · a7 re del bianco · e7 cavallo del bianco · f7 torre del bianco · g7 torre del nero · h7 donna del bianco · e6 pedone del nero · f6 alfiere del nero · g6 pedone del bianco · h6 pedone del nero · d5 alfiere del nero · d4 pedone del nero · e4 re del nero · f3 cavallo del bianco · h3 alfiere del bianco · e2 pedone del bianco · f2 pedone del bianco · c1 alfiere del bianco | e8 torre del bianco · a7 re del bianco · e7 cavallo del bianco · f7 torre del bianco · g7 torre del nero · h7 donna del bianco · e6 pedone del nero · f6 alfiere del nero · g6 pedone del bianco · h6 pedone del nero · d5 alfiere del nero · d4 pedone del nero · e4 re del nero · f3 cavallo del bianco · h3 alfiere del bianco · e2 pedone del bianco · f2 pedone del bianco · c1 alfiere del bianco | e8 torre del bianco · a7 re del bianco · e7 cavallo del bianco · f7 torre del bianco · g7 torre del nero · h7 donna del bianco · e6 pedone del nero · f6 alfiere del nero · g6 pedone del bianco · h6 pedone del nero · d5 alfiere del nero · d4 pedone del nero · e4 re del nero · f3 cavallo del bianco · h3 alfiere del bianco · e2 pedone del bianco · f2 pedone del bianco · c1 alfiere del bianco | e8 torre del bianco · a7 re del bianco · e7 cavallo del bianco · f7 torre del bianco · g7 torre del nero · h7 donna del bianco · e6 pedone del nero · f6 alfiere del nero · g6 pedone del bianco · h6 pedone del nero · d5 alfiere del nero · d4 pedone del nero · e4 re del nero · f3 cavallo del bianco · h3 alfiere del bianco · e2 pedone del bianco · f2 pedone del bianco · c1 alfiere del bianco | e8 torre del bianco · a7 re del bianco · e7 cavallo del bianco · f7 torre del bianco · g7 torre del nero · h7 donna del bianco · e6 pedone del nero · f6 alfiere del nero · g6 pedone del bianco · h6 pedone del nero · d5 alfiere del nero · d4 pedone del nero · e4 re del nero · f3 cavallo del bianco · h3 alfiere del bianco · e2 pedone del bianco · f2 pedone del bianco · c1 alfiere del bianco | e8 torre del bianco · a7 re del bianco · e7 cavallo del bianco · f7 torre del bianco · g7 torre del nero · h7 donna del bianco · e6 pedone del nero · f6 alfiere del nero · g6 pedone del bianco · h6 pedone del nero · d5 alfiere del nero · d4 pedone del nero · e4 re del nero · f3 cavallo del bianco · h3 alfiere del bianco · e2 pedone del bianco · f2 pedone del bianco · c1 alfiere del bianco | e8 torre del bianco · a7 re del bianco · e7 cavallo del bianco · f7 torre del bianco · g7 torre del nero · h7 donna del bianco · e6 pedone del nero · f6 alfiere del nero · g6 pedone del bianco · h6 pedone del nero · d5 alfiere del nero · d4 pedone del nero · e4 re del nero · f3 cavallo del bianco · h3 alfiere del bianco · e2 pedone del bianco · f2 pedone del bianco · c1 alfiere del bianco | e8 torre del bianco · a7 re del bianco · e7 cavallo del bianco · f7 torre del bianco · g7 torre del nero · h7 donna del bianco · e6 pedone del nero · f6 alfiere del nero · g6 pedone del bianco · h6 pedone del nero · d5 alfiere del nero · d4 pedone del nero · e4 re del nero · f3 cavallo del bianco · h3 alfiere del bianco · e2 pedone del bianco · f2 pedone del bianco · c1 alfiere del bianco | 1 |
|   | a | b | c | d | e | f | g | h |   |

Soluzione:
1. Cg8!  (min. 2. Cxf6#)
1... Ag5/h4/d8  2. Af5#

1... Ae5  2. Cd2#

1... Ae7  2. Tf4#